# Гордон Бел
Честер Гордон Бел (енгл. C. Gordon Bell; Кирксвил, 19. август 1934 — Коронадо, 17. мај 2024) био је амерички инжењер електротехнике и руководилац. Запослен у корпорацији Дигиталнe Опремe (енгл. Digital Equipment Corporation; 1960-1966) Бел је дизајнирао неколико њихових ПДП машина, а касније је постао потпредседник инжињеринга (1972—1983) надгледајући развој ВАКС-а.  Белова каснија каријера укључује предузетника, инвеститора, помоћника директора НСФ-а за рачунарство и информациону науку и инжењерство (1986—1987) и емеритус истраживача у Мајкрософт Рисрч (1995–2015).

## Детињство и младост
Честер Гордон Бел је рођен у Кирксвилу, Мисури. Одрастао је помажући породичном предузећу Бел Електрик (енгл. Bell Electric) поправљајући уређаје и ожичавајући домове.
Бел је постао дипломирани инжењер (1956) и магистар (1957) електротехнике на МИТ-у. Потом је отишао на Технолошки универзитет Нови Јужни Велс (сада УНСВ) у Аустралију захваљујући Фулбрајтовој стипендији, где је предавао часове рачунарског дизајна, програмирао један од првих рачунара који је стигао у Аустралију (зван УТЕЦОМ, енглески Електрик ДЕУЦЕ) и објавио свој први академски рад. Вративши се у Сједињене Америчке Државе, радио је у MIT Speech Computation Laboratory код професора Кена Стивенса, где је написао први програм Анализа синтезе.

## Kaријера

### Корпорација дигиталне опреме (Digital Equipment Corporation)
Оснивачи корпорације дигиталне опреме: Кен Олсен и Харлан Андерсон регрутовали су га за своју нову компанију 1960. године, где је дизајнирао У/И (улаз/излаз) подсистем за програмирани процесор податка 1 (енгл. Programmed Data Processor-1), укључујући и први универзални асинхрони пријемник-предајник (енгл. universal asynchronous receiver-transmitter). Бел је био архитекта подсистема програмираног процесора податка 4 (енгл. Programmed Data Processor-4) и подсистема програмираног процесора податка 6 (енгл. Programmed Data Processor-6). Други архитектонски доприноси били су за подсистем програмираног процесора податка 5 (енгл. Programmed Data Processor-5) и подсистем програмираног процесора податка 11 (енгл. Programmed Data Processor-11) унибус и генерални регистри архитектуре.
Након корпорације дигиталне опреме, Бел је отишао на Универзитет Карнегије Мелон 1966. године да предаје рачунарске науке, али се вратио у корпорацију дигиталне опреме 1972. године као потпредседник инжењерства где је био задужен за ВАКС (енгл. VAX), најуспешнији рачунар корпорације дигиталне опреме.

### Предузетник и саветник за полисе
Бел се повукао из корпорације дигиталне опреме 1983. због срчаног удара, али убрзо након је основао Енкоре Компјутер (енгл. Encore Computer), један од првих рачунара са дељеном меморијом и са више микропроцесора који су користили структуру кеш меморије.
Током 1980-их укључио се у јавну политику, постајући први оснивајући помоћник директора дирекције рачунара, информатике и инжењеринга (енгл. computers and information science and engineering) и руководио је међуресорном групом која је спецификовала националну истраживачку и едукациону мрежу (енгл. national research and education network (NREN)).
Бел је такође основао награду Гордон Бел 1987. (којом управљају aсоцијација за компјутерске системе (енгл. association for computing machinery (ACM)) и институт инжењера електротехнике и електронике (ИЕЕЕ)) да би подстакао развој паралелне обраде. Прву награду освојили су истраживачи из одељења за паралелну обраду националне лабораторије Сандиа за рад урађен на хиперкуби 1000 (енгл. nCUBE) 10 процесора.
Био је члан оснивача компаније Ардент Компјутер 1986. године, постајући заменик председника за истраживање и развој 1988. године, и остао је све док се 1989. године није спојио са Стелларом, да би постао Стардент компјутер.

### Мајкрософт истраживање
Између 1991. и 1995. године, Бел је саветовао Мајкросoфт у напорима да покрене истраживачку групу, а затим му се у августу 1995. године придружио са пуним радним временом, проучавајући телеприсутност и сродне идеје. Он је испитаник МајЛајфБитс (енгл. MyLifeBits) експеримента који у бележењу живота (није исто што и животно блогоговање) и покушај испуњења Ваневар Бушове визије о аутоматизованом складишту докумената, слика (укључујући и оне снимљене аутоматски) и звукови које је појединац доживео током свог живота, да им се може приступити брзо и лако. Због тога је Бел дигитализовао све документе које је прочитао или произвео, ЦД-ове, е-пошту и тако даље. Наставио је то да ради, прикупљајући прегледане веб-странице, разговоре у апликацијама за размену тренутних порука и слично мање-више аутоматски.

## Почасти
Бел је сарадник Америчке Академије Уметности и Наука (1994), Америчког Удружења за Унапређење Науке (1983), Асоцијације за Рачунарске Машине (1994), ИЕЕЕ (1974), и члан Националне Академије Инжењерства (1977), Националне Академије Наука (2007) и сарадник Аустралијске Академије Технолошких Наука и Инжењерства (2009).
Такође је члан саветодавног одбора ТТИ / Вангурд-а (енгл. TTI/Vanguard) и бивши члан секторског савета за информациону и комуникациону технологију аустралијске организације за научно-индустријска истраживања заједнице Комонвелт (енгл. Commonwealth Scientific and Industrial Research Organisation) .
Бел је први добитник медаље ИЕЕЕ Џон вон Нејман, 1992. године. Његове остале награде укључују члана музеја рачунарске историје, почасног доктора инжињерства од Ворцестер политехничког института (енгл. Worcester Polytechnic Institute (WPI)), награде Америчке асоцијације за електонику (енгл. American Electronics Association АеА), награде за изузетна техничка достигнућа Владимира Карапетофа Ета Капа Ну и 1991. г. Националне медаље за технологију и иновацију од председника Џорџа Х.В. Буша. Такође је 2007. године проглашен за еминентног члана Ета Капа Ну.
Године 1993. Воркестер Политехник Институт је прогласио Бела почасним доктором инжињеринга, а 2010. године Бел је примио дилому почасног доктора науке и технологије са Карнеги Мелон Универзитета. Универзитет га је прозвао "оцем мини-рачунара".
Бел је био ко-оснивач Музеја рачунара, у Бостону, Масачусетс, заједно са својом женом Гвен Бел 1979. године. Био је члан оснивачког одбора наследника Музеја рачунара, Музеја историје рачунара, у Маунтин Вјуу, Калифорнија. Године 2003. Бел је постао сарадник музеја због своје кључне улоге у револуцији мини-рачунара и за допринос као архитекта рачунара и предузетник. Прича о револуцији музеја почиње раних 1970-их са Кеном Олсеном у Корпорацији Дигитал Еквипмент описана је у Мајкрософтовом техничком извештају МЦР-ТП-2011-44, "Изван Ормана: Музеј Раних Година Рачунара[x]*". На његовом веб сајту  налази се временска линија рачунања историјских машина, догађаја и људи. Она покрива Б.Ц. до данас.

## Белов закон рачунарских класа
Белов закон рачунарских класа  је први пут описан 1972. године са појавом нове класе микрорачунара ниже цене засноване на микропроцесору. Успостављени рачунари тржишне класе уводе се по сталној цени с повећањем функционалности и перформанси. Напредак технологије у полуводичима, складишту, интерфејсима и мрежама омогућава да се формира нова рачунарска класа (платформа) сваке деценије како би се задовољила нова потреба. Свака нова класа обично ниже цене одржава се као квази независна индустрија (тржиште). Класе укључују: мејнфрејмове (1960-е), мини-рачунаре (1970-е), умрежене радне станице и личне рачунаре (1980-е), структуру претраживача-веб-сервера (1990-е), палм рачунарство (1995), веб услуге (2000-е), конвергенцију мобилних телефона и рачунара (2003) и Бежичне Сензорске Мреже познатије као мотес (2004). Бел је предвидео да ће се мреже за дом и тело формирати до 2010. године.

## Књиге
- Newell, Allen; Gordon Bell, C. (1971). Computer Structures: Readings and Examples. McGraw-Hill. ISBN 978-0-07-004357-2.
- Gordon Bell, C.; Craig Mudge, J.; McNamara, John E. (1978). Computer Engineering: A DEC View of Hardware Systems Design. Digital Press. ISBN 978-0-932376-00-8.
- Siewiorek, Daniel P.; Gordon Bell, C.; Newell, Allen (1982). Computer Structures: Principles and Examples. McGraw-Hill. ISBN 978-0-07-057302-4.
- Gordon Bell, C.; McNamara, John E. (1991). High-tech Ventures: The Guide for Entrepreneurial Success. Basic Books. ISBN 978-0-201-56321-4.
- (са Џимом Гемелом) Целокупно подсећање: Како ће Е-Меморијска Револуција променити све (Bell, Gordon; Gemmell, Jim (2009). ISBN 978-0-525-95134-6. Недостаје или је празан параметар |title= (помоћ))
- Bell, Gordon; Gemmell, Jim (2010). Your Life, Uploaded: The Digital Way to Better Memory, Health, and Productivity. National Geographic Books. ISBN 978-0-452-29656-5.